# Царі Стародавньої Юдеї

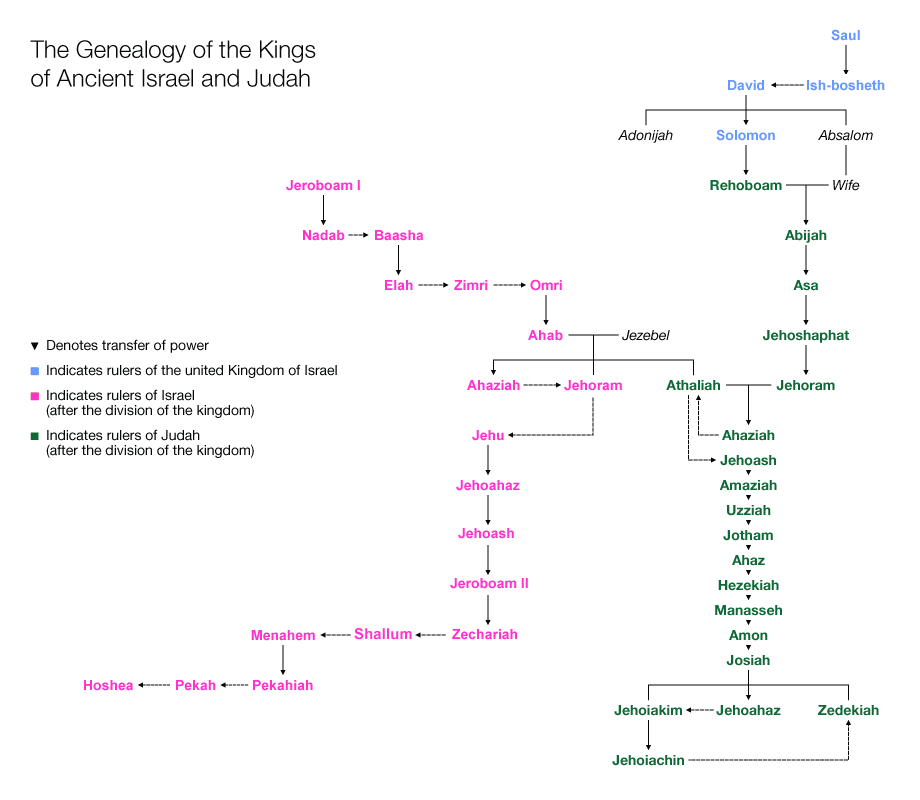
Генеалогія царів Юдеї та царів Ізраїлю

Список царів, які, згідно з Біблією, правили в Юдейському царстві в 922 — 586 рр. до н.е. За цей час правила одна династія — потомків царя Давида. У дужках — імена царів на івриті.
1. Ровоам (Рехавам)　— 922—915 до н.е.
2. Авія (Авіяhу,Авіям) — 915—913 до н.е.
3. Аса (Асса) — 913—873 до н.е.
4. Йосафат (Йеhошафат) — 873—849 до н.е.
5. Йорам (Йегорам)　— 849—842 до н.е.
6. Ахазія (Охозія)　— 842 до н.е.
7. Аталія (Аталія)　— 842—837 до н.е.
8. Йоас (Йоаш)　— 837—800 до н.е.
9. Амасія (Амація)　— 800—783 до н.е.
10. Уззія　(Уззіяhу)— 783—742 до н.е.
11. Йотам (Йоафам) — 742—735 до н.е.
12. Ахаз (Ахаз) — 735—715 до н.е.
13. Єзекія (Хізкіяhу)　— 715—687 до н.е.
14. Манасія (Меннаше) — 687—642 до н.е.
15. Амон (Аммон)　— 642—640 до н.е.
16. Йосія (Йошияhу)— 640—609 до н.е.
17. Йоахаз— 609 до н.е.
18. Йоаким (Йоаким)　— 609—597 до н.е.
19. Йоахин (Йеhояхін)　— 597 до н.е.
20. Седекія (Цидкіяhу)　— 597—586 до н.е.